# Montagna-le-Reconduit
Montagna-le-Reconduit is een gemeente in het Franse departement Jura (regio Bourgogne-Franche-Comté) en telt 118 inwoners (2009). De plaats maakt deel uit van het arrondissement Lons-le-Saunier.

## Geografie
De oppervlakte van Montagna-le-Reconduit bedraagt 5,4 km², de bevolkingsdichtheid is dus 21,9 inwoners per km².

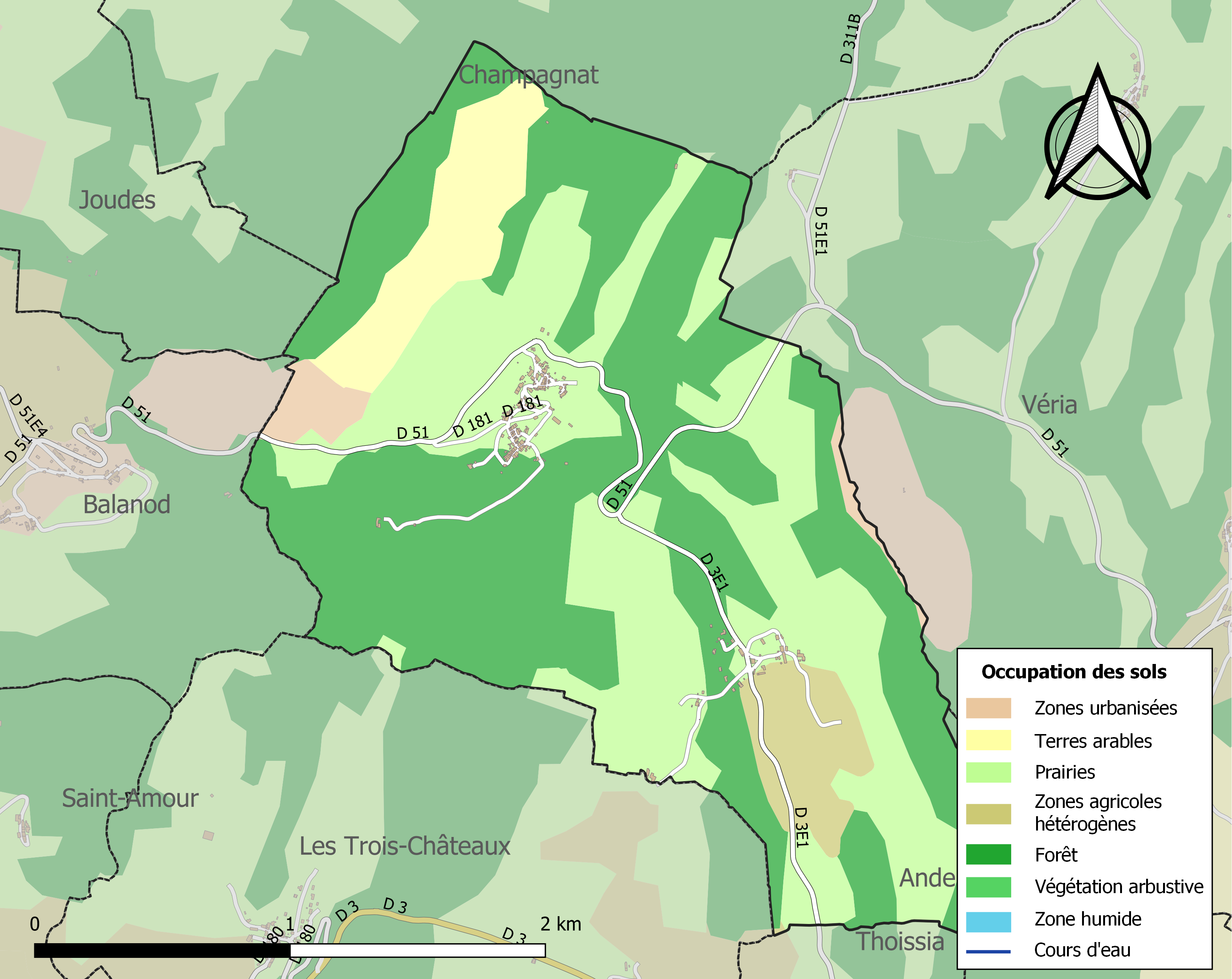
Kaart van de gemeente met de belangrijkste infrastructuur, bodemgebruik en omliggende gemeenten

## Demografie
Onderstaande figuur toont het verloop van het inwonertal (bron: INSEE-tellingen).